# Julian Prégardien
Julian Prégardien (Fráncfort del Meno, 12 de julio de 1984) es un tenor lírico alemán de ópera y concierto. Se le considera un destacado intérprete del papel del Evangelista en las Pasiones de Bach.

## Biografía
Julian Prégardien nació el 12 de julio de 1984 en Fráncfort del Meno en el seno de una familia de músicos: su abuelo y su padre, el tenor Christoph Prégardien, fueron miembros fundadores del Limburger Domsingknaben, y la soprano Julia Kleiter es su prima.

### Educación

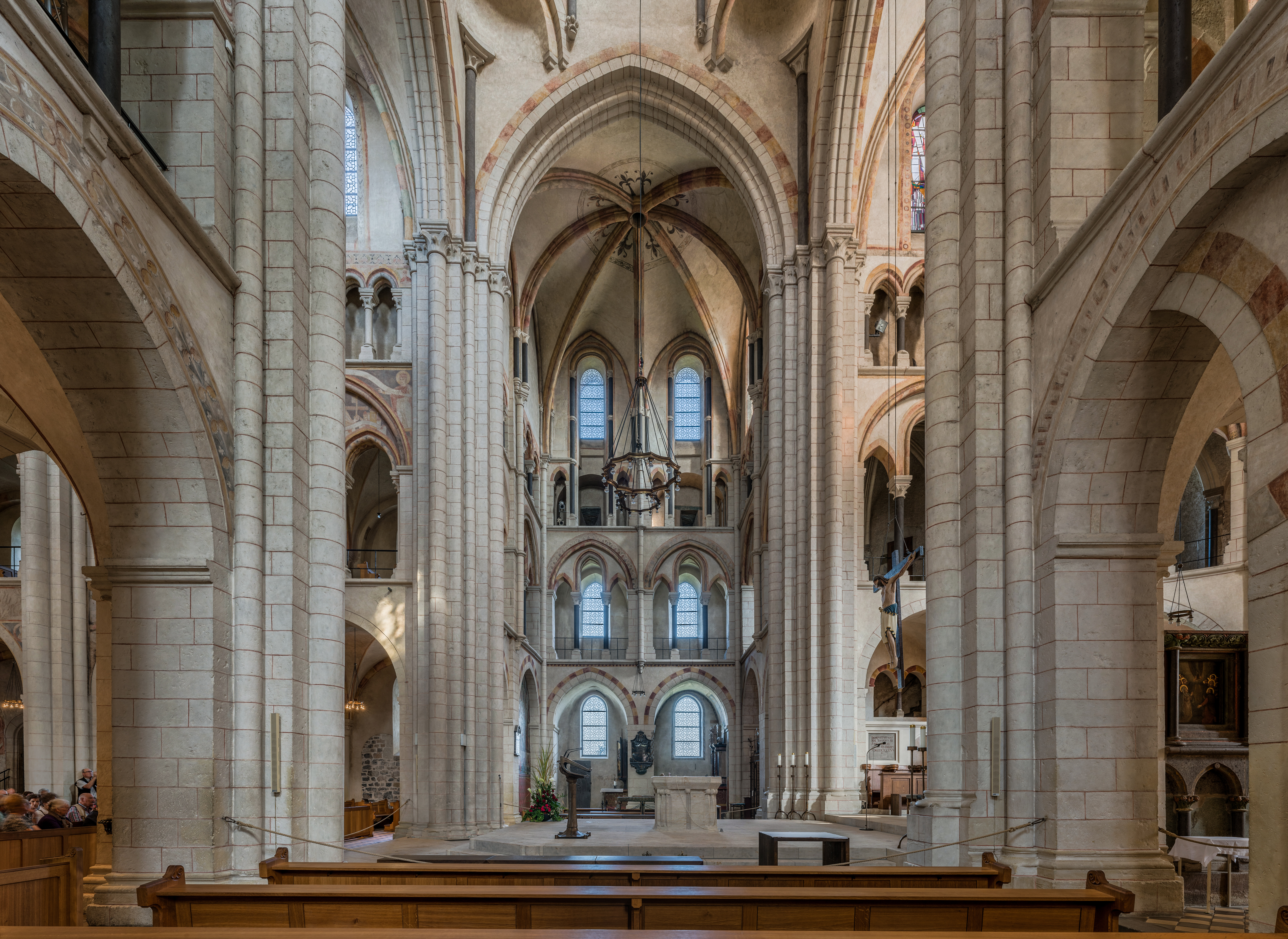
Interior de la catedral de Limburgo.

Prégardien creció en Limburgo y comenzó su formación musical como miembro del Limburger Domsingknaben, el coro de niños de la catedral de Limburgo. Cantó en varios conjuntos vocales, entre ellos el Collegium Vocale Gent y el Kammerchor Stuttgart, antes de estudiar en la Musikhochschule Freiburg de 2005 a 2009 con Reginaldo Pinheiro. Prégardien interpretó el papel de Hermenegild en una producción escénica de la ópera Fredegunda de Keiser en la Bayerische Theatreakademie August Everding en 2007.

### Ópera
En 2008 Prégardien apareció como Nencio en L'infedeltà delusa de Haydn en una producción itinerante del Festival de Aix-en-Provence, viajando a la Ópera de Montecarlo, el Teatro Arriaga de Bilbao y al Musikfest Bremen. Interpretó el papel de Varo en Aecio im noviembre de 2008 de Gluck en el Theater an der Wien, con el conjunto Il Complesso Barocco dirigido por Alan Curtis en una producción que fue grabada.
Prégardien fue miembro de la Ópera de Fráncfort desde la temporada 2009/10, donde interpretó papeles como Tamino en La flauta mágica de Mozart, Jason en Medea de Charpentier y Nathanael/Spalanzani/Franz/Pitichinaccio en Los cuentos de Hoffmann de Offenbach. Interpretó el papel principal de Oberon de Weber en la Ópera Estatal de Baviera en 2017 como parte del Münchner Opernfestspiele, presentado en el Teatro del Príncipe Regente.

### Concierto
El repertorio en concierto de Prégardien se centra en el papel del Evangelista en las Pasiones de Bach. Ha trabajado con destacados conjuntos y directores de interpretación historicista. En 2023 fue Evangelista de La Pasión según San Mateo de Bach en el Konzerthaus de Viena, con el Coro Arnold Schoenberg, el coro de niños de la Ópera Estatal de Viena y la Orquesta Filarmónica de Viena dirigida por Franz Welser-Möst. Un crítico de Der Standard lo nombró posiblemente el mejor Evangelista de su época, y escribió específicamente:

El tenor no sólo logra el equilibrio ideal entre cantar y narrar. Con su interpretación enfática y penetrante, aporta al drama espiritual de Bach algo profundamente humano.

### Enseñanza
Prégardien dio una conferencia en la Hochschule für Musik und Theater München desde abril de 2013 hasta septiembre de 2015. Allí fue nombrado profesor de voz en 2017.